# Interés

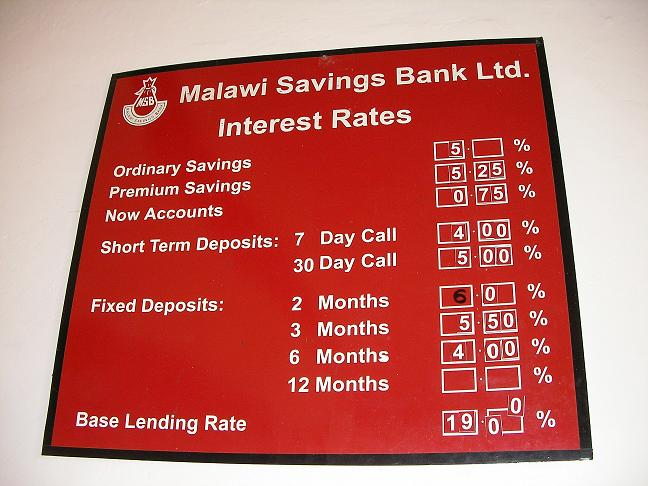
Cartel de un banco de Malawi en el que figuran los tipos de interés de las cuentas de depósito de la entidad y el tipo básico para prestar dinero a sus clientes.

El interés, en economía y finanzas, es un índice utilizado para medir la rentabilidad de los ahorros e inversiones y de un préstamo o  crédito. Un ejemplo sería el crédito bancario (como un crédito hipotecario) para la compra de una vivienda. Se expresa como un porcentaje referido al total de la inversión o crédito durante un tiempo determinado.
En finanzas y economía, interés es el pago de un prestatario o institución financiera tomadora de depósitos a un prestamista o depositante de una cantidad por encima del reembolso de la suma principal (es decir, la cantidad prestada), a un tipo de interés determinado. Es distinto de una comisión que el prestatario puede pagar al prestamista o a algún tercero. También es distinto del dividendo que paga una empresa a sus accionistas (propietarios) con cargo a su ganancia o reserva, pero no a un tipo concreto decidido de antemano, sino a prorrata como participación en la recompensa obtenida por los empresarios de riesgo cuando los ingresos obtenidos superan los costes totales. 
Por ejemplo, un cliente suele pagar intereses por préstamo de un banco, por lo que paga al banco una cantidad superior a la que pidió prestada; o un cliente puede ganar intereses por sus ahorros, por lo que puede retirar más de lo que depositó en un principio. En el caso de los ahorros, el cliente es el prestamista y el banco el prestatario.
El interés difiere del beneficio, en que el interés lo recibe un prestamista, mientras que el beneficio lo recibe el propietario de un activo, inversión o empresa. (El interés puede ser una parte o la totalidad del beneficio de una inversión, pero ambos conceptos son distintos desde el punto de vista contable).
El tipo de interés es igual al importe de los intereses pagados o recibidos durante un período determinado dividido por la suma principal prestada o prestada (normalmente expresada en porcentaje).
Por interés compuesto se entiende que se devengan intereses sobre intereses anteriores, además del principal. Debido a la capitalización, el importe total de la deuda crece exponencialmente, y su estudio matemático condujo al descubrimiento del número e. En la práctica, el interés suele calcularse diaria, mensual o anualmente, y su impacto depende en gran medida de su tasa de capitalización.

## Historia
Se cree que el crédito precedió a la existencia de la moneda en varios miles de años. El primer caso registrado de crédito es una colección de antiguos documentos sumerios del año 3000 a. C. que muestran el uso sistemático del crédito para prestar grano y metales.  El surgimiento del interés como concepto es desconocido, aunque su uso en Sumeria argumenta que estaba bien establecido como concepto en el año 3000 a. C. si no antes, y los historiadores creen que el concepto en su sentido moderno puede haber surgido del arrendamiento de animales o semillas con fines productivos. El argumento de que las semillas y los animales adquiridos podían reproducirse por sí mismos se utilizaba para justificar el interés, pero las antiguas prohibiciones religiosas judías contra la usura (נשך NeSheKh) representaban un "punto de vista diferente". 
La primera evidencia escrita del interés compuesto data aproximadamente del año 2400 a. C. El tipo de interés anual era aproximadamente del 20 %. El interés compuesto era necesario para el desarrollo de la agricultura e importante para la urbanización.
Mientras que las opiniones tradicionales de Oriente Medio sobre el interés eran el resultado del carácter urbanizado y económicamente desarrollado de las sociedades que las produjeron, la nueva prohibición judía del interés mostraba una influencia pastoral y tribal. A principios del II milenio a. C., dado que la plata utilizada a cambio de ganado o grano no podía multiplicarse por sí misma, las Leyes de Eshnunna instituyeron un tipo de interés legal, concretamente sobre los depósitos de dote. Los primeros musulmanes llamaron a esto riba, traducido hoy como cobro de intereses.

## Tipos de intereses

### Justificación del tipo de interés sobre el préstamo
En economía y finanzas, una persona o entidad financiera que presta dinero a otros, en un tiempo determinado, espera ser compensado por ello; en concreto, lo común es prestar dinero con la expectativa de que sea devuelto con una cantidad ligeramente superior a la inicialmente prestada que compense por la dilación de su consumo, la inconveniencia de no poder hacer uso de ese dinero durante un tiempo, etc. Además, se esperará recibir compensación por el riesgo asociado sí el préstamo no es devuelto o sí la cantidad que sea devuelta tenga una menor capacidad de compra debido a la inflación. Dicha cantidad de compensación es conocida como el interés de la deuda y suele expresarse en términos de porcentaje como tasa de interés.
El prestamista fijará un tipo de interés nominal (TIN) que tendrá en cuenta los tres tipos de factores, de tal manera que al final, recibirá la cantidad inicial más una fracción de esa cantidad dada por el tipo de interés nominal, donde:
Hay tres tipos de riesgo que el prestatario debe compensar en el préstamo: el riesgo sistemático, el riesgo regulatorio y el riesgo inflacionario.
- El riesgo sistemático incluye la posibilidad de que el tomador de préstamo no pueda devolverlo a tiempo según las condiciones inicialmente acordadas.
- El riesgo regulatorio incluye la posibilidad de que alguna reforma impositiva o legal obligue a pagar al prestamista alguna cantidad diferente que la inicialmente prevista.
- El tercer tipo de riesgo, el riesgo inflacionario, tiene en cuenta que el dinero devuelto puede no tener tanto poder de compra como el original, ya que si los precios han subido se podrán comprar menos cosas con la misma cantidad de dinero.

## Denominaciones de los distintos tipos de interés

### Tipo de interés fijo e interés variable
Los conceptos de tipo de interés fijo y tipo de interés variable se utilizan en múltiples operaciones financieras, económicas e hipotecarias —como la compra de vivienda—. y debe tenerse en cuenta a la hora de calcular una hipoteca.
La aplicación de interés fijo supone que el interés se calcula aplicando un tipo único o estable (un mismo porcentaje sobre el capital) durante todo lo que dura el préstamo o el depósito.
En la aplicación de interés variable el tipo de interés (el porcentaje sobre el capital aplicado) va cambiando a lo largo del tiempo. El tipo de interés variable que se aplica en cada periodo de tiempo consta de dos cifras o tipos y es el resultado de la suma de ambos: un índice o tipo de interés de referencia (p.e. Euribor) y un porcentaje o margen diferencial.

### Tipo de interés nominal - TIN
Se llama tipo de interés  nominal), abreviado TIN, al porcentaje aplicado cuando se ejecuta el pago de intereses. Por ejemplo:
- Si se tiene un interés nominal de 6 % anual y se aplica una vez al año, cuando se aplica al finalizar el año se abona un 6 % sobre lo que se tenía ahorrado (o recibido a crédito)
- Si se aplicase una vez al mes, en vez de al año, sería el 0,5 % de lo que se tenía ahorrado: {\displaystyle 6\ \%/{(12\ meses)}=0,5\ \%}

Pero al siguiente mes el TIN se aplica sobre lo que se tenía ahorrado más lo producido por los intereses. Con lo que a final de año es como si se tuviese más de un 6 % de interés:

{\displaystyle \left(1+{\frac {6/100}{12}}\right)^{12}\approx 1,0617=1+6,17} %

En concreto se obtendría un 6,17 % tasa anual equivalente (TAE). Este TAE permite comparar cualquier tipo de interés nominal ya sea ahorrado o pagado, diariamente, semanalmente o mensualmente con otro pagado anualmente yo por tanto en general resulta más claro que el interés nominal.

### Tasa anual equivalente - TAE
Para mostrar cuál es la ganancia al final del año, de forma normalizada (con independencia de los períodos de aplicación y otros factores), se utiliza la tasa anual equivalente (TAE).
- Un TAE de un 6 % sería igual a un interés nominal de 6 % aplicado una vez al año.
- Un interés nominal de un 6 % anual aplicado cada mes daría un 6,17 % TAE. Para calcular el TAE se utiliza la siguiente fórmula:

{\displaystyle \left(1+{\frac {i}{n}}\right)^{n}=1+TAE}

Donde:
{\displaystyle i} = Interés nominal (tanto por uno).
{\displaystyle n} = Fracciones en que el interés va a ser aplicado. Si p. ej. se aplica una vez al mes, son 12 al año, por lo que en ese caso,  {\displaystyle n=12}. Así, {\displaystyle n} vale 6 si la aplicación es cada dos meses (bimestral), 4 si es cada 3 meses (trimestral), 3 si es cada cuatro meses (cuatrimestral), 2 si es cada 6 meses (semestral), yo 1 si es anual.
- {\displaystyle TAE} = Tasa anual equivalente (tanto por uno). Ejemplo: Con un interés nominal del 6 % y 12 pagos al año, resulta un TAE de 6,17 %:

{\displaystyle \left(1+{\frac {0,06}{12}}\right)^{12}-1=0,0617}

obteniéndose al finalizar el año, para 600 euros:

{\displaystyle 600\cdot 0,0617=37} €

Existe una relación entre los tipos de interés nominales pagados anualmente, mensualmente, semanalmente o diariamente que tienen el mismo TAE:
| TAE                                        | TINa                                           | TINm                                                                   | TINs                                                                   | TINd                                                                     |
| equivalente                                | anual                                          | mensual                                                                | semanal                                                                | diario                                                                   |
| ------------------------------------------ | ---------------------------------------------- | ---------------------------------------------------------------------- | ---------------------------------------------------------------------- | ------------------------------------------------------------------------ |
| {\displaystyle {\mbox{TAE}}\,}             | {\displaystyle {\mbox{TAE}}\,}                 | {\displaystyle e^{\frac {\ln(1+{TAE})}{12}}-1}                         | {\displaystyle e^{\frac {\ln(1+{TAE})}{52}}-1}                         | {\displaystyle e^{\frac {\ln(1+{TAE})}{365}}-1}                          |
| {\displaystyle e^{\rho }=1+{\mbox{TAE}}\,} | {\displaystyle e^{\rho }=1+{\mbox{TIN}}_{a}\,} | {\displaystyle e^{\frac {\rho }{12}}=1+{\frac {{\mbox{TIN}}_{m}}{12}}} | {\displaystyle e^{\frac {\rho }{52}}=1+{\frac {{\mbox{TIN}}_{s}}{52}}} | {\displaystyle e^{\frac {\rho }{365}}=1+{\frac {{\mbox{TIN}}_{d}}{365}}} |
| 1 %                                        | 1 %                                            | 0,99 %                                                                 | 0,99 %                                                                 | 0,99 %                                                                   |
| 2 %                                        | 2 %                                            | 1,98 %                                                                 | 1,98 %                                                                 | 1,98 %                                                                   |
| 3 %                                        | 3 %                                            | 2,96 %                                                                 | 2,96 %                                                                 | 2,96 %                                                                   |
| 4 %                                        | 4 %                                            | 3,92 %                                                                 | 3,92 %                                                                 | 3,92 %                                                                   |
| 5 %                                        | 5 %                                            | 4,89 %                                                                 | 4,88 %                                                                 | 4,88 %                                                                   |
| 5 %                                        | 5 %                                            | 4,89 %                                                                 | 4,88 %                                                                 | 4,88 %                                                                   |
| 6 %                                        | 6 %                                            | 5,84 %                                                                 | 5,83 %                                                                 | 5,82 %                                                                   |
| 10 %                                       | 10 %                                           | 9,57 %                                                                 | 9,54 %                                                                 | 9,53 %                                                                   |
| 20 %                                       | 20 %                                           | 18,37 %                                                                | 18,26 %                                                                | 18,24 %                                                                  |
| 30 %                                       | 30 %                                           | 26,52 %                                                                | 26,30 %                                                                | 26,24 %                                                                  |
| 50 %                                       | 50 %                                           | 41,24 %                                                                | 40,70 %                                                                | 40,57 %                                                                  |

Debido a que los tipos de interés nominales son numéricamente más grandes cuando se toma una fracción más grande del año, históricamente los bancos dan como referencia del interés que pagan por los depósitos el TAE (que es numéricamente más grande), aunque cuando conceden créditos suelen proporcionar el tipo interés nominal mensual (que es numéricamente más pequeño), así logran que lo que cobran a sus clientes por su dinero parezca algo menor que lo que les ofrecen por sus depósitos.

### Tipo de interés real o apretado
El tipo de interés real muestra qué rentabilidad obtendrá de facto el inversor que realice algún tipo de operación de crédito. Se expresa por norma general en porcentaje. Este sistema tiene en cuenta la inflación que sufren las economías, por lo que refleja la devaluación de la divisa debida al paso del tiempo y con ello la pérdida de poder adquisitivo.
Se obtiene a partir del tipo de interés nominal y la tasa de inflación esperada.

{\displaystyle {\frac {1+r_{N}}{1+\pi }}=1+r_{R}}

Donde:
{\displaystyle r_{N}=} Tipo de interés nominal.
{\displaystyle r_{R}=} Tipo de interés real.
{\displaystyle \,\,\,\,\pi =} Inflación esperada.
Existe una manera más sencilla, aunque aproximada, de estimar el tipo de interés real, que sirve para hacerse una idea de su posible valor al instante, denominada la Relación de Fisher:
Tipo de interés Real ≈ Tipo de Interés Nominal – Tasa de Inflación
Aunque para cantidades pequeñas de dinero esta aproximación es aceptable, para cantidades mayores, dista bastante del cálculo anteriormente mencionado.